# 29ste uitreiking van de Premios Goya
De 29ste uitreiking van de Premios Goya vond plaats in Madrid op 7 februari 2015. De ceremonie werd uitgezonden op TVE en werd gepresenteerd door Dani Rovira.

## Winnaars en genomineerden
| Beste film | Beste regisseur |
| --- | --- |
| - La isla mínima - El Niño - Loreak - Magical Girl - Relatos salvajes | - Alberto Rodríguez Librero – La isla mínima - Daniel Monzón – El Niño - Carlos Vermut – Magical Girl - Damián Szifrón – Relatos salvajes |
| Beste acteur | Beste actrice |
| - Javier Gutiérrez – La isla mínima - Raúl Arévalo – La isla mínima - Luis Bermejo – Magical Girl - Ricardo Darín – Relatos salvajes | - Bárbara Lennie – Magical Girl - María León – Marsella - Macarena Gómez – Musarañas - Elena Anaya – Todos están muertos |
| Beste mannelijke bijrol | Beste vrouwelijke bijrol |
| - Karra Elejalde – Ocho apellidos vascos - Eduard Fernández – El Niño - Antonio de la Torre – La isla mínima - José Sacristán – Magical Girl | - Carmen Machi – Ocho apellidos vascos - Bárbara Lennie – El Niño - Mercedes León – La isla mínima - Goya Toledo – Marsella |
| Beste debuterend acteur | Beste debuterend actrice |
| - Dani Rovira – Ocho apellidos vascos - David Verdaguer – 10.000 km - Jesús Castro – El Niño - Israel Elejalde – Magical Girl | - Nerea Barros – La isla mínima - Natalia Tena – 10.000 km - Yolanda Ramos – Carmina y amén - Ingrid García-Jonsson – Hermosa juventud |
| Beste origineel scenario | Beste bewerkt scenario |
| - La isla mínima – Rafael Cobos, Alberto Rodríguez Librero - El Niño – Daniel Monzón, Jorge Guerricaechevarría - Magical Girl – Carlos Vermut - Relatos salvajes – Damián Szifrón                                                                  | - Mortadelo y Filemón contra Jimmy el Cachondo – Javier Fesser, Cristóbal Ruiz, Claro García - A esmorga – Ignacio Vilar, Carlos Asorey - Anochece en la India – Pablo Burgués, David Planell, Chema Rodríguez - Rastres de sàndal – Anna Soler-Pont                                                                                      |
| Beste Ibero-Amerikaanse film | Beste Europese film |
| - Relatos salvajes – Argentinië - Conducta – Cuba - Kaplan – Uruguay - La distancia más larga – Venezuela | - Ida – Paweł Pawlikowski - Qu'est-ce qu'on a fait au Bon Dieu? – Philippe de Chauveron - De 100-jarige man die uit het raam klom en verdween – Felix Herngren - The Salt of the Earth – Wim Wenders |
| Beste debuterend regisseur | Beste animatiefilm |
| - Carlos Marques-Marcet – 10.000 km - Juanfer Andrés y Esteban Roel – Musarañas - Curro Sánchez Varela – Paco de Lucía: la búsqueda - Beatriz Sanchis – Todos están muertos                                                                        | - Mortadelo y Filemón contra Jimmy el Cachondo - Dixie y la rebelión zombi - La tropa de trapo en la selva del arcoíris |
| Beste camerawerk | Beste montage |
| - La isla mínima – Álex Catalán - Autómata – Alejandro Martínez - El Niño – Carles Gusi - Ocho apellidos vascos – Kalo Berridi | - La isla mínima – José M. G. Moyano - El Niño – Mapa Pastor - Paco de Lucía: la búsqueda – José M. G. Moyano, Darío García - Relatos salvajes – Pablo Barbieri, Damián Szifron |
| Beste artdirector | Beste productiemanager |
| - La isla mínima – Pepe Domínguez - Autómata – Patrick Salvador - El Niño – Antón Laguna - Mortadelo y Filemón contra Jimmy el Cachondo – Víctor Monigote                                                                                          | - El Niño – Edmon Roch, Toni Novella - La isla mínima – Manuela Ocón - Mortadelo y Filemón contra Jimmy el Cachondo – Luis Fernández Lago, Julián Larrauri - Relatos salvajes – Esther García |
| Beste geluid | Beste speciale effecten |
| - El Niño – Sergio Bürmann, Marc Orts, Oriol Tarragó - Autómata – Gabriel Gutiérrez - La isla mínima – Daniel de Zayas, Nacho Royo-Villanova, Pelayo Gutiérrez - Mortadelo y Filemón contra Jimmy el Cachondo – Nicolas de Poulpiquet, James Muñoz | - El Niño – Raúl Romanillos, Guillermo Orbe - La isla mínima – Pedro Moreno, Juan Ventura - Open Windows – Raúl Romanillos, David Heras - Torrente 5: Operación Eurovegas – Antonio Molina, Ferrán Piquer |
| Beste kostuums | Beste grime en haarstijl |
| - La isla mínima – Fernando García - Autómata – Armaveni Stoyanova - El Niño – Tatiana Hernández - Por un puñado de besos – Cristina Rodríguez | - Musarañas – José Quetglas, Pedro Rodríguez, Carmen Veinat - El Niño – Raquel Fidalgo, David Martí, Noé Montes - La isla mínima – Yolanda Piña - Relatos salvajes – Marisa Amenta, Néstor Burgos |
| Beste filmmuziek | Beste origineel nummer |
| - La isla mínima – Julio de la Rosa - El Niño – Roque Baños - Loreak – Pascal Gaigne - Relatos salvajes – Gustavo Santaolalla | - El Niño – India Martínez, Riki Rivera, David Santisteban ("Niño sin miedo") - Haz de tu vida una obra de arte – Fernando Merinero, Luis Ivars, Raúl Marín ("Me ducho en tus besos") - Mortadelo y Filemón contra Jimmy el Cachondo – Rafael Arnau ("Morta y File") - Ocho apellidos vascos – Fernando Velázquez ("No te marches jamás") |
| Beste korte film | Beste korte animatiefilm |
| - Café para llevar – Patricia Font - Loco con ballesta – Kepa Sojo - Safari – Gerardo Herrero Pereda - Todo un futuro juntos – Pablo Remón - Trato preferente – Carlos Polo                                                                        | - Juan y la nube – Giovanni Maccelli - A Lifestory – Nacho Rodríguez - A lonely sun story – Juanma Suárez García, Enrique Fernández Guzmán - El señor del abrigo interminable – Victoria Sahores Ripoll - Sangre de unicornio – Alberto Vázquez                                                                                           |
| Beste documentaire | Beste korte documentaire |
| - Paco de Lucía: la búsqueda - Nacido en Gaza - Edificio España - El último adiós de Bette Davis | - Walls (si estas paredes hablasen) – Miguel López Beraza - El domador de peixos – Roger Gómez y Dani Resines - El último abrazo – Sergi Pitarch Garrido - La máquina de los rusos – Octavio Guerra Quevedo |
| Ere-Goya | |
| Antonio Banderas | |

## Prijzen per film
| Film                                         | Nominaties | Prijzen |
| -------------------------------------------- | ---------- | ------- |
| La isla mínima                               | 17         | 10      |
| El Niño                                      | 16         | 4       |
| Relatos salvajes                             | 9          | 1       |
| Magical Girl                                 | 7          | 1       |
| Mortadelo y Filemón contra Jimmy el Cachondo | 6          | 2       |
| Ocho apellidos vascos                        | 5          | 3       |
| Autómata                                     | 4          | 0       |
| 10.000 km                                    | 3          | 1       |
| Musarañas                                    | 3          | 1       |
| Paco de Lucía: La búsqueda                   | 3          | 1       |
| Loreak                                       | 2          | 0       |
| Marsella                                     | 2          | 0       |
| Todos están muertos                          | 2          | 0       |